# جيلبرت وسوليفان

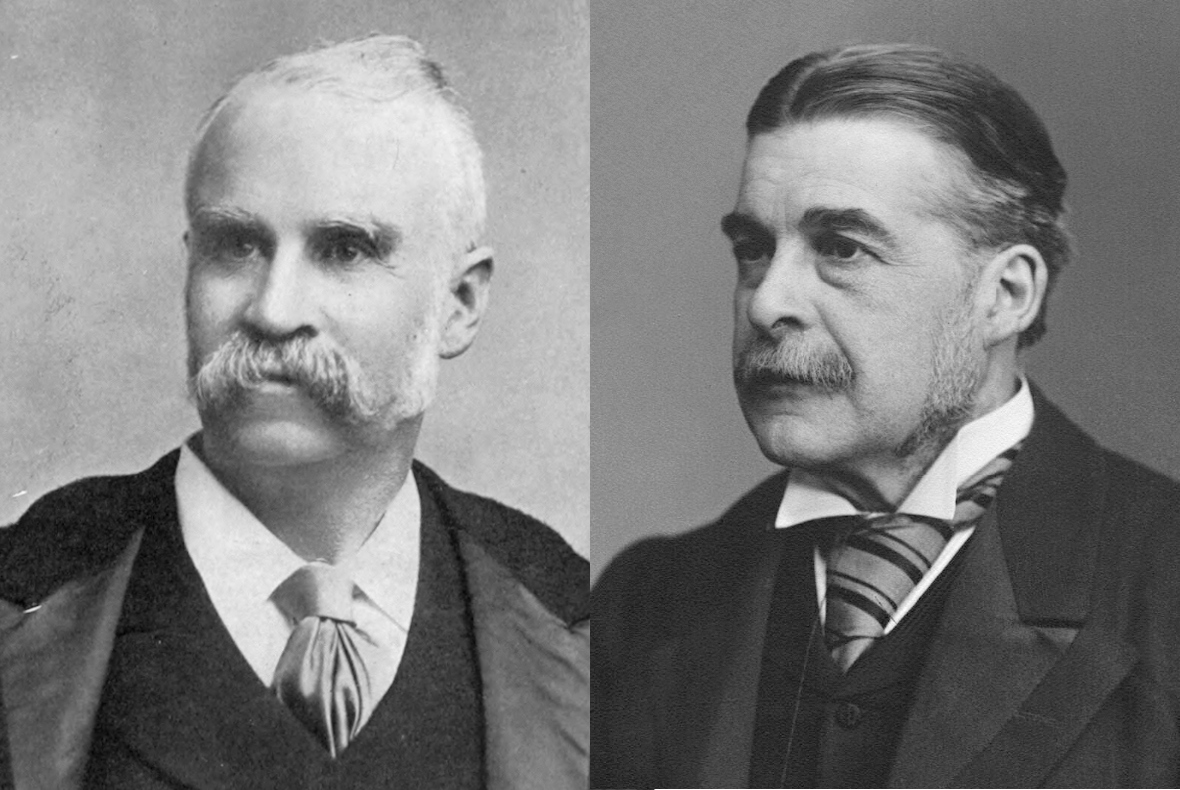

يشير جيلبرت وسوليفان إلى الشراكة المسرحية في العصر الفيكتوري بين الكاتب المسرحي ويليام إشونك جلبرت (1836-1911) والمؤلف الموسيقي آرثر سوليفان (1842-1900) وإلى الأعمال التي أنشأوها معًا. تعاون الرجلان في أربعة عشر أوبرا كوميدية بين عامي 1871 و 1896، منها H. Pinafore و The Pirates of Penzance و The Mikado من بين أشهرها.
ابتكر جيلبرت، الذي كتب النص المكتوب لهذه الأوبرا، عوالم خيالية «رأسية» حيث يتم أخذ كل عبثية إلى نهايتها المنطقية - الجنيات تحتك مع اللوردات البريطانيين، والمغازلة جريمة كبرى، وصعود الجندول يصعدون إلى الملكية، ويظهر القراصنة كنبلاء ضلوا. قام سوليفان، وهو أصغر جيلبرت بست سنوات، بتأليف الموسيقى، وقدم ألحانًا لا تُنسى يمكن أن تنقل كلاً من الفكاهة والشفقة.